# Liste der Baudenkmäler in Rohren
Die Liste der Baudenkmäler in Rohren enthält die denkmalgeschützten Bauwerke auf dem Gebiet von Monschau-Rohren in Nordrhein-Westfalen. Diese Baudenkmäler sind in der Denkmalliste der Stadt Monschau eingetragen; Grundlage für die Aufnahme ist das Denkmalschutzgesetz Nordrhein-Westfalen (DSchG NRW).

| Bild          | Bezeichnung   | Lage         | Beschreibung                                                                       | Bauzeit   | Eingetragen seit | Denkmal- nummer |
| ------------- | ------------- | ------------ | ---------------------------------------------------------------------------------- | --------- | ---------------- | --------------- |
| St. Cornelius | St. Cornelius | Rohren Karte | katholische Pfarrkirche, erbaut nach Plänen von Vincenz Statz im Stil der Neugotik | 1865–1867 |                  | 47              |

- Karte mit allen Koordinaten:
- OSM |
- WikiMap